# Agathymus escalantei
Agathymus escalantei is een vlinder uit de familie van de dikkopjes (Hesperiidae). De wetenschappelijke naam van de soort is voor het eerst geldig gepubliceerd in 1966 door Stallings, Turner & Stallings.